# Dąb kaukaski
Dąb kaukaski (Quercus macranthera Fisch. & C.A.Mey. ex Hohen.) – gatunek drzewa z rodziny bukowatych (Fagaceae). Zasięg obejmuje rejon Kaukazu od Turcji poprzez Armenię i Azerbejdżan po północny Iran.

## Morfologia

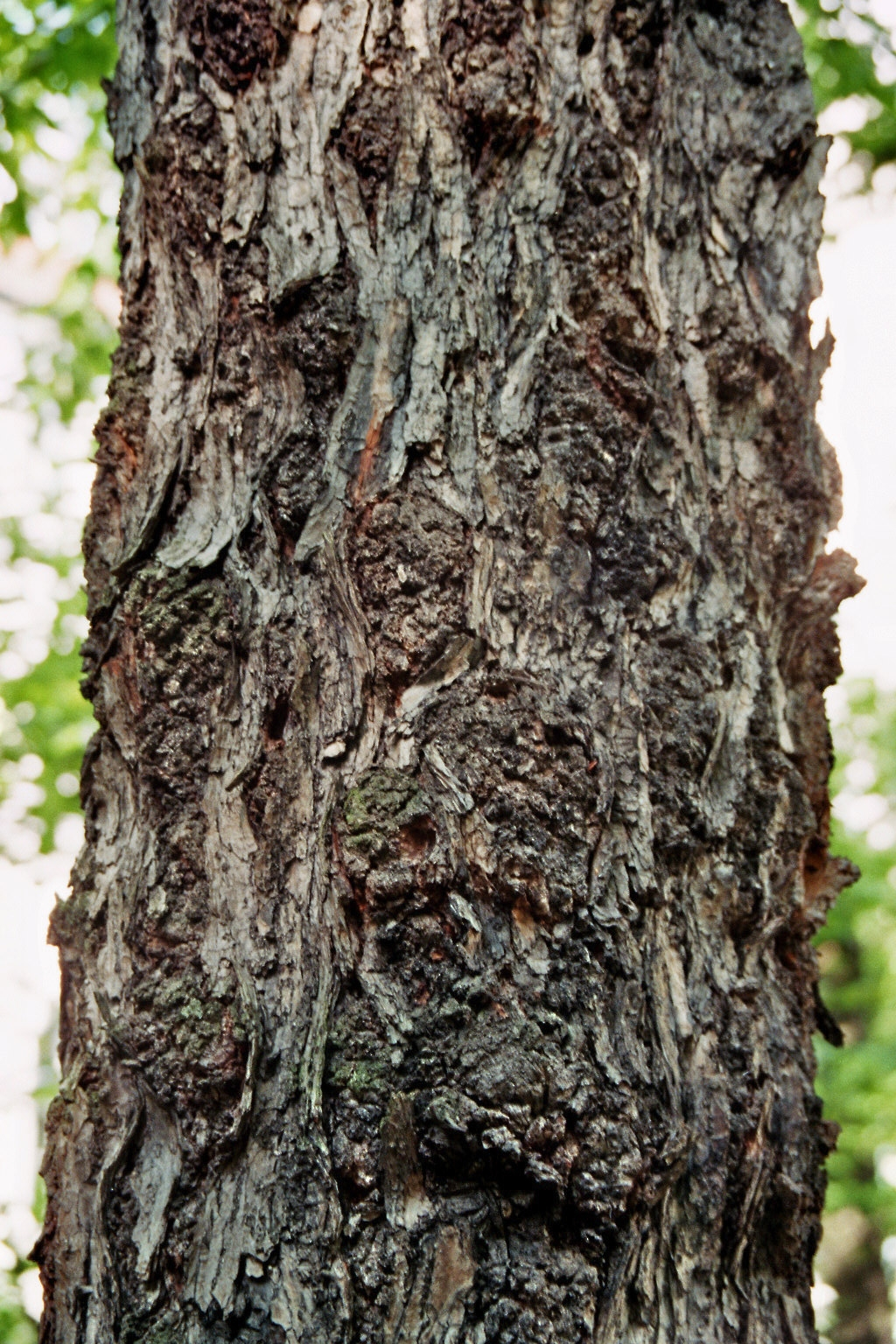
Pień

PokrójNiewielkie drzewo osiągające wysokość do 25 m, ale zazwyczaj niższe, o pniu krótkim i grubym.
Pień i pędyKora gruba, pękająca, często czarna. Młode gałązki grube i szaro owłosione.
LiścieSkórzaste, ciemnozielone, długości 6-18 cm, odwrotnie jajowate – zaokrąglone na szczycie, zwężające się ku nasadzie.

## Biologia i ekologia
Rośnie w lasach, na wysokości między 1000 a 1900 m n.p.m. Mrozoodporny, dobrze znosi suszę i warunki miejskie.

## Zmienność
W obrębie tego gatunku oprócz podgatunku nominatywnego wyróżniono jeden podgatunek:
- Quercus macranthera subsp. syspirensis (K.Koch) Menitsky